# Thessalia
Thessalia é um gênero de borboletas da família Nymphalidae.